# ОШ „Предраг Девеџић” Врањска Бања
Основна школа Предраг Девеџић је осмогодишња основна школа у Врањској Бањи. Школа се налази у Улици краља Петра I Ослободиоца 44. 

## О школи
Основна школа „Предраг Девеџић“ у Врањској Бањи је матична школа, којој као њена издвојена одељења, припадају школе у селима: Топлацу, Изумну, Кумареву, Бујковцу, Левој Реци, Сливници, Старом Глогу, Бабиној Пољани и Првонеку. Неке од ових школа су затворене због недостатка ученика док су друге на ивици опстанка. 

## Име и дан школе
Од свог оснивања школа је променила неколико назива. У почетку, школа се једноставно звала - Школа у Бањи. Крајем 19. века, школа је носила назив Основна школа у Бањи. На почетку 20. века добија назив „Краљица Драга“. У периоду између два светска рата школа носи назив Државна народна школа „Цар Душан“. Након Другог светског рата, школа је наставила да ради као четвороразредна школа под именом Државна народна школа у Врањској Бањи. Од 1946. године, основана је Прогимназија односно Непотпуна гимназија. Спајањем са основном школом, 1950. године, основана је „Осмолетка“ чиме је Бања добила потпуну осмогодишњу школу.
Данашње име Основна школа „Предраг Девеџић“, школа је добила 1958. године по дечаку из Врањске Бање који је трагично настрадао на Сремском фронту. Датум његовог рођења, 19. март, узет је за Дан школе који се обележава сваке године. Дан школе почео је свечано и организовано да се обележава од 1964. године.

## Историјат школе
Према народном казивању, прво одељење првог разреда у Бањи, почело је са радом 1874. године у приватној кући а учитељ је био приучени црквењак из Бањске цркве. Обавеза ученика али и услов за похађање школе, била је да у слободно време копају јаме за дрворед кестенова, који је красио прилазни пут од Железничке станице до центра Бање. У историјату школе, који је писан накнадно 1960. године, наводи се да је према казивању старијих људи, прва школа у Врањској Бањи основана одмах након ослобођења од Турака 1878. године. Како није било зграде за потребе школе, настава је извођена у кући Стојана Ноцића. Школа је имала једно одељење првог разреда са око 40-50 ученика.
Неки сачувани писани извори потврђују да у Бањи школа није постојала до 1878. године. Тако Јован Хаџи Васиљевић у списку места нових и постојећих школа модерне српске наставе као и у списку школа манастирског метода (укупно 102) школе, не наводи Врањску Бању са својом школом.
У извештају Милорада Шапчанина, који датира од 20.09.1878. године, наводи се да се планира отварање школе у насељу Бујковац у којој ће ићи деца из насеља: Изумно, Бања, Ћуковац и Лука.
Званично, према документима из Архива Србије, школа у Врањској Бањи је почела са радом 1890. године. За првог учитеља од стране министра просвете, именован је Стеван Стевановић. Велики проблем за отварање школе представљао је недостатак адекватног школског простора. Упорност и борба мештана за одговарајући школски простор се исплатила, тако да је у ту сврху адаптирана бивша општинска судница у Врањској Бањи и у њој привремено отворена школа, само за школску 1890/91. годину. За следећу школску годину требало је изградити нову школску зграду.
Након дужих преговарања на релацији Општина-Министарство просвете, донета је одлука о изградњи прве школске зграде у Врањској Бањи. Изграђена је 1892. године и исте године примила прве ђаке, са првим учитељем Стеваном А. Стевановићем. Ова школска зграда била је једина за ученике из суседних села (Топлаца, Изумна, Кумарева, Бујковца) све до 1945. године, када се у њима отварају четвороразредне школе.
Од школске 1892/93. године у Бањи су радила два учитеља у четвороразредној школи. 1896. године у Бањи је службовала позната учитељица, Наталија Домановић, жена Радоја Домановића, најпознатијег сатиричара у српској књижевности. 
За време бугарске окупације, током Првог и Другог светског рата, дошло је до прекида у раду школе. Бугари су отварали своју школу и настава се изводила на бугарском језику. 1941/42. године, поред основне школе, основана је Прогимназија „Цар Симеон II“са првим, а одмах и са осталим разредима. 
Након Другог светског рата, због повећања броја ученика и недостатка простора, школи је уступљен хотел „Гранд“ на трајно коришћење. 
Године 1946/47. отворена је Непотпуна гимназија (Прогимназија) само са једним одељењем првог разреда. Године 1950. Прогимназија је спојена са четвороразредном школом и формирана Осмолетка. 
Отварањем осмогодишње основне школе у Врањској Бањи проширује се и рејон школе. Године 1957. Основној школи у Врањској Бањи као матичној, су припојена, као физички истурена одељења, школе у Топлацу, Кумареву, Бујковцу, Изумну и Левој Реци (које су биле самосталне четвороразредне школе). 1991. године, школи у Врањској Бањи је припојена и Основна школа „Радисав Јовић“ из Првонека (осморазредна) са својим издвојеним одељењима четвороразредних школа у Старом Глогу, Бабиној Пољани и Сливници.
Иако се рад школе одвијао у двема зградама, школски простор је био недовољан да прими све ученике. Било је много проблема: неповољн услови за рад, проблем одржавања хигијене, проблем са организовањем наставе у старој шкослкој згради где су били смештени нижи разреди (1—4) – „доњој школи“ и хотелу „Гранд“ тзв. „горњој школи“ где су бил смештени виши разреди (5—8). Схватајући озбиљност ових проблема, морало се кренути у изградњу нове школске зграде. 
Одлука о изградњи нове школске зграде донета је 1958. године а августу 1963. године, почела је изградња. Свечано отварање и предаја на употребу обављена је 16. новембра 1968. године.
Нови објекат који се налази у склопу школског комплекса, чија је изградња почела 1977. године. а завршена 1980. године је ђачка кухиња. Кухиња и данас функционише. Опремљена је комплетном кухињском опремом за припремање хране и пространом трпезаријом, која се уједно користи као сала за ђачке приредбе, прослеве и семинаре. 

## Школа данас
Ова у то време саграђена зграда је и данашња зграда школе са 18 учионица и свим пратећим просторијама. Зграда је добила централно грејање при чему је коришћена вода са термалних бањских извора. Од тада креће осавремењивање наставе као и услова за њено извођење.